# 地域医療機能推進機構札幌北辰病院
地域医療機能推進機構札幌北辰病院（ちいきいりょうきのうすいしんきこうさっぽろほくしんびょういん）は、札幌市厚別区にある病院。通称JCHO札幌北辰病院（ジェイコーさっぽろほくしんびょういん）。

## 沿革
- 1893年（明治26年）：「関場医院」開設[1]。
- 1894年（明治27年）：「北海病院」と改称[1]。
- 1898年（明治31年）：「北辰病院」と改称[1]。
- 1901年（明治34年）：北海道医報の前身となる『北海医報』創刊[1]。
- 1947年（昭和22年）：「北海道健康保険北辰病院」として政府に移管。
- 1990年（平成02年）：現在地（新札幌副都心）に移転し[2]、「札幌社会保険総合病院」と改称[1]。
- 1999年（平成11年）：病床数300以下では全国初となる「臨床研修病院」に指定[1]。北海道内初となる「診療録等の開示」スタート[1]。
- 2000年（平成12年）：国公立病院では全国初となる院内・敷地内を含めた全面禁煙を実施[1]。
- 2014年（平成26年）：地域医療機能推進機構が運営する「独立行政法人地域医療機能推進機構 札幌北辰病院」となる[1]。

## 機関指定
| 地域医療支援病院 | 臨床研修指定病院 |

## 診療科等
診療科
- 総合診療科
- 糖尿病内科
- 腎臓内科
- 呼吸器内科
- 消化器内科
- 循環器内科
- リウマチ科
- 血液内科
- 小児科
- 外科・乳腺外科・消化器外科
- 整形外科
- 皮膚科
- 泌尿器科
- 産婦人科
- 眼科
- 耳鼻咽喉科
- 放射線診断科
- 病理診断科
- 麻酔科
- リハビリテーション科

専門外来
- 循環器内科・新患専門外来
- 乳腺外来
- 甲状腺外来
- ストーマ外来
- リンパ浮腫ケア外来
- 小児専門外来
- 禁煙外来
- セカンド・オピニオン外来

部門
- 看護部
- 薬剤科
- 放射線部
- 検査部
- 栄養管理室
- リハビリテーション部
- ME部
- 腎・透析センター
- 事務部

## 施設認定
| 日本内科学会認定医制度教育病院           | 日本外科学会外科専門医制度修練施設                     |
| 日本整形外科学会専門医制度研修施設       | 日本皮膚科学会認定専門医研修施設                       |
| 日本泌尿器科学会専門医教育施設           | 日本耳鼻咽喉科学会専門医研修施設                       |
| 日本眼科学会専門医制度研修施設           | 日本消化器病学会認定施設                               |
| 日本麻酔科学会麻酔指導病院               | 日本消化器内視鏡学会認定指導施設                       |
| 日本消化器外科学会専門医修練施設         | 日本肝臓学会認定施設                                   |
| 日本循環器学会認定循環器専門医研修施設   | 日本糖尿病学会認定教育施設                             |
| 日本透析医学会教育関連設                 | 日本臨床細胞学会認定施設                               |
| 日本臨床細胞学会教育研修施設認定病院     | 日本小児科学会小児科専門医研修施設                     |
| 日本医療薬学会認定薬剤師制度認定研修施設 | 日本医学放射線学会放射線診断科専門医修練機関           |
| 日本がん治療認定医機構認定研修施設       | 日本産科婦人科内視鏡学会認定研修施設                   |
| 日本病理学会研修施設B                    | 日本プライマリ・ケア連合学会後期研修施設               |
| 卒後臨床研修評価機構臨床研修評価認定施設 | 日本人間ドック学会人間ドック・健診施設機能評価認定施設 |

## アクセス・駐車場
国道12号・厚別青葉通沿いに位置している。
- 札幌市営地下鉄東西線新さっぽろ駅から徒歩約3分
- 新札幌バスターミナルから徒歩約5分
- 北海道旅客鉄道（JR北海道）新札幌駅から徒歩約7分
- 駐車場：226台